# 내일신문
내일신문(Naeil)은 대한민국 서울에서 발행되는 정치·경제 전문 석간 일간지이다. 1993년 10월 9일 '주간지'로 창간되었으며, 2000년 10월 9일 '일간지'로 전환했다.
본사는 서울특별시 종로구 새문안로3길 3(신문로1가, 내일신문)에 있다. 발행인은 장명국, 편집인은 이옥경 부사장이다. 내일신문은 1995년 이래 흑자 경영을 실현하였다.
사시는 '진보와 보수를 넘어 내 일을 하며 내일을 지향한다'이다. 주요 목표는 종합 정보 서비스 회사로의 발전, 사원 주주회사를 통한 경영·소유·노동의 통일, 생활인들의 입장에 서서 정론을 생각하는 생활인들의 신문 등이다.
내일신문은 석간 외에 교육전문지인 '내일교육'도 발간하고 있다.

## 자매지
- 《내일교육》

## 같이 보기
- 문화일보